# Crawfordsville (Indiana)
Pour les articles homonymes, voir Crawfordsville.
La ville de Crawfordsville est le siège du comté de Montgomery, dans l’Indiana, aux États-Unis.

## Démographie
| Groupe            | Crawfordsville | Indiana | États-Unis |
| ----------------- | -------------- | ------- | ---------- |
| Blancs            | 92,1           | 84,3    | 72,4       |
| Autres            | 3,3            | 2,7     | 6,4        |
| Afro-Américains   | 1,7            | 9,1     | 12,6       |
| Métis             | 1,6            | 2,0     | 2,9        |
| Asiatiques        | 0,9            | 1,6     | 4,8        |
| Amérindiens       | 0,4            | 0,3     | 0,9        |
| Total             | 100            | 100     | 100        |
|                   |                |         |            |
| Latino-Américains | 8,2            | 6,0     | 16,7       |

Selon l'American Community Survey, pour la période 2011-2015, 92,05 % de la population âgée de plus de 5 ans déclare parler anglais à la maison, alors que 6,77 % l'espagnol, 0,61 % l'allemand et 0,57 % une autre langue.

## Transports
Crawfordsville possède un aéroport municipal (Crawfordsville Municipal Airport, code AITA : CFJ).
La gare de Crawfordsville est une gare Amtrak (nom de code : CRF) et une station de bus Amtrak (Crawfordsville Bus Stop, nom de code : CRB).

## Tourisme
Crawfordsville possède un National Historic Landmark avec le bureau du général Lewis Wallace (General Lew Wallace Study).